# Chris Fearne
Christopher Fearne, né le 12 mars 1963 à Ħ'Attard, est un physicien et homme politique maltais, membre du Parti travailliste (PL). 
De 2016 à 2024, il est vice-premier ministre et ministre au sein des gouvernements de Joseph Muscat et Robert Abela.